# Norman Jesse
Norman G. Jesse (9 tháng 9 năm 1937 – 28 tháng 5 năm 2000) là một luật sư và chính khách người Mỹ từ Des Moines, Iowa. Là thành viên của Đảng Dân chủ Iowa, ông phục vụ tại Hạ viện Iowa từ năm 1969 đến 1981. Jesse là người đồng tính; bạn đời của ông trong hơn 35 năm là Dan Johnston, người cũng phục vụ tại Nhà Iowa. Cả Johnston và Jesse đều không công khai là người đồng tính trong sự nghiệp chính trị của họ. Họ duy trì các khu nhà riêng biệt bên kia đường và hiếm khi qua đêm trên cùng một chiếc giường.
Jesse học trường tiểu học Harriet B. Stowe, trường trung học cơ sở Woodrow Wilson và trường trung học kỹ thuật Des Moines, tốt nghiệp vào tháng 1 năm 1956. Ông nhận bằng B.S. bằng cấp từ Đại học bang Iowa năm 1961, chuyên ngành quản trị công nghiệp. Sau đó, ông đến Trường Luật Đại học Drake, nơi ông có bằng L.L.B. năm 1964.